# Vranještica
Vranještica (cyr. Врањештица) – wieś w Czarnogórze, w gminie Kolašin. W 2011 roku liczyła 69 mieszkańców.